# Anthonia Fatunsin
Anthonia Fatunsin est une archéologue nigériane. Elle étudie l'art des Yorubas, plus particulièrement la céramique produite par ce peuple. Elle a également dirigé le Musée national de l'Unité d'Ibadan (en).

## Biographie

### Fouilles archéologiques
Anthonia Fatunsin fouille en 1981 plusieurs sites archéologiques sur le territoire d'Owo : le site d'Igbo'laja, déjà fouillé en 1971 par Ekpo Eyo (en), et le site d'Iregun, fouillé pour la première fois,.
Elle s'est intéressée à la sculpture en terre cuite de la culture d'Owo, en la caractérisant. Elle a également rédigé un ouvrage sur la poterie des Yorubas.
Elle est considérée comme la première femme archéologue nigériane.

### Muséologie
Anthonia Fatunsin a dirigé le Musée national d'Ibadan. Elle est la première femme à accéder à ce poste.
Elle a également écrit sur la place de l'archéologie dans les musées nigérians et sur l'impact de cette discipline par rapport à l'héritage culturel du pays. Elle est reconnue comme une pionnière de la réflexion et de l'interprétation sur l'archéologie post-coloniale en Afrique.

## Publications
- (en) Anthonia Fatunsin, Yoruba Pottery, Lagos, National Commission for Museums and Monuments, 1992, 102 p. (ISBN 9789782015181).
- (en) Anthonia Fatunsin, « Archaeology and the protection of cultural heritage : the Nigerian situation », Archéologie et sauvegarde du patrimoine : Actes du VIe colloque, Cotonou, Bénin, 28 mars - 2 avril 1994 = Archaeology and safeguarding of heritage : Proceedings of the 6th colloquium, Cotonou, Benin, 28th March - 2nd April 1994,‎ 1994, p. 63-69.